# Le Soleil
Le Soleil è un quotidiano senegalese fondato a Dakar nel 1970.

## Storia
Il giornale è l'erede del Paris-Dakar, fondato dall'editore francese Charles de Breteuil nel 1933. Nato come settimanale, Paris-Dakar diventerà il primo quotidiano dell'Africa nera nel 1936. Quando il Senegal ottenne l'indipendenza nel 1960, il giornale cambiò nome in Dakar-Matin e poi in Le Soleil il 20 maggio 1970. L'anno successivo, il figlio di Charles de Breteuil, Michel de Breteuil, fondò la rivista femminile Amina, la "rivista per le donne africane".
La testata è di proprietà della Société sénégalaise de presse et de publications (SSPP), i cui azionisti di maggioranza sono lo Stato senegalese, aziende pubbliche, enti locali e istituzioni.
Yakham Mbaye è l'amministratore delegato del giornale dall'ottobre 2017. Si ritiene che sia "molto vicino" al presidente senegalese Macky Sall e che la linea del giornale sia descritta come "filogovernativa".
Dopo le serrate e tese elezioni legislative del luglio 2022, i dipendenti del giornale hanno scioperato per protestare contro la gestione Mbaye il quale ha fatto arrestare diversi giornalisti durante un'assemblea generale dei dipendenti.